# إسماعيل هويرتا
إسماعيل هويرتا (بالإسبانية: Ismael Huerta Díaz) هو دبلوماسي تشيلي، ولد في 13 أكتوبر 1916 في سانتياغو في تشيلي، وتوفي بنفس المكان في 9 يونيو 1997.